# Acetato de oro (III)
El acetato de oro (III), también conocido como acetato áurico, es un compuesto químico que contiene oro y ácido acético. Es un sólido amarillo que se descompone a 170 °C formando oro metálico. Esta descomposición del acetato de oro (III) se ha estudiado como vía para producir nanopartículas de oro con aplicaciones como catalizadores. 

## Producción y reacciones
El acetato de oro (III) puede producirse mediante la reacción del hidróxido de oro (III) y el ácido acético glacial: 
Au(OH)3 + 3CH3COOH → Au(CH3COO)3 + 3H2O
Reacciona con 2-(p-tolil)piridina (tpy) en presencia de ácido trifluoroacético para formar [Au(CF3COO)2(tpy)]. 
Se ha afirmado que el sulfuro de oro (III) es el producto obtenido cuando el acetato de oro (III) se sonica con ciclo -octasulfuro en decalina . 